# Supertaça António Livramento
A Supertaça de Portugal de Hóquei em Patins é uma competição do calendário nacional de hóquei em patins e é organizada pela Federação Portuguesa de Patinagem.
Esta competição disputa-se numa final entre o campeão nacional e o vencedor da Taça de Portugal da época anterior. 
A partir da época de 1998/99, esta competição passou a designar-se Supertaça António Livramento em homenagem a António Livramento, jogador e treinador da modalidade entretanto falecido.

## Seniores Masculinos

### Vencedores[3]
| Ano  | Vencedor      | Finalista          | Resultado            |
| ---- | ------------- | ------------------ | -------------------- |
| 2024 | OC Barcelos   | FC Porto           | 3-2                  |
| 2023 | SL Benfica    | SC Tomar           | 4-1                  |
| 2022 | SL Benfica    | FC Porto           | 4-2                  |
| 2019 | FC Porto      | UD Oliveirense     | 6-4                  |
| 2018 | FC Porto      | Sporting CP        | 4-1                  |
| 2017 | FC Porto      | SC Tomar           | 7–3                  |
| 2016 | FC Porto      | SL Benfica         | 13–7                 |
| 2015 | Sporting CP   | SL Benfica         | 4–2                  |
| 2014 | AD Valongo    | SL Benfica         | 7–5                  |
| 2013 | FC Porto      | UD Oliveirense     | 5–4                  |
| 2012 | SL Benfica    | UD Oliveirense     | 9–5                  |
| 2011 | FC Porto      | UD Oliveirense     | 4–1                  |
| 2010 | SL Benfica    | FC Porto           | 8–4                  |
| 2009 | FC Porto      | SL Benfica         | 6–4                  |
| 2008 | FC Porto      | HC Braga           | 6–2                  |
| 2007 | FC Porto      | HA Cambra          | 5–1                  |
| 2006 | FC Porto      | Juventude de Viana | 4–2                  |
| 2005 | FC Porto      | SL Benfica         | 2-2 / 5–2            |
| 2004 | OC Barcelos   | FC Porto           | 3-6 / 6-3 (2-1 g.p.) |
| 2003 | OC Barcelos   | FC Porto           | 2–2 / 3–1            |
| 2002 | SL Benfica    | FC Porto           | 2–2 / 12–4           |
| 2001 | SL Benfica    | OC Barcelos        | 1–0 / 2–2            |
| 2000 | FC Porto      | SL Benfica         | 2-2 / 5-4            |
| 1999 | OC Barcelos   | FC Porto           | 6-3 / 8-6            |
| 1998 | FC Porto      | SL Benfica         | 8-6 (8–6 ap)         |
| 1997 | SL Benfica    | UD Oliveirense     | 1-1 / 4-1            |
| 1996 | FC Porto      | OC Barcelos        | OC Barcelos Desistiu |
| 1995 | Não realizada | Não realizada      | Não realizada        |
| 1994 | SL Benfica    | Sporting CP        | 13–4 / 4–0           |
| 1993 | OC Barcelos   | SL Benfica         | 5-3 / 6-3            |
| 1992 | SL Benfica    | OC Barcelos        | 3-0 / 5-5            |
| 1991 | FC Porto      | SL Benfica         | 9-4 / 2-6            |
| 1990 | FC Porto      | Sporting CP        | 8-3 / 4-6            |
| 1989 | FC Porto      | CD Paço de Arcos   | 7-2 / 3-7            |
| 1988 | FC Porto      | Sporting CP        | 5-2 / 10-7           |
| 1987 | FC Porto      | UD Oliveirense     | 6-0 / 3-7            |
| 1986 | FC Porto      | SL Benfica         | 7-4 / 5-7            |
| 1985 | FC Porto      | AD Sanjoanense     | 2-5 / 8-3            |
| 1984 | FC Porto      | Sporting CP        | Sporting CP Desistiu |
| 1983 | FC Porto      | SL Benfica         | 6–8 / 7–2            |
| 1982 | Sporting CP   | SL Benfica         | 3-4 / 6-2            |

### Palmarés
| Equipa             | Vit | Der | Anos Campeões | Anos Finalista                                                         |
| ------------------ | --- | --- | --- | ---------------------------------------------------------------------- |
| FC Porto           | 23  | 7   | 1983, 1984, 1985, 1986, 1987, 1988, 1989, 1990, 1991, 1996, 1998, 2000, 2005, 2006, 2007, 2008, 2009, 2011, 2013, 2016, 2017, 2018, 2019 | 1999, 2002, 2003, 2004, 2010, 2022, 2024                               |
| SL Benfica         | 9   | 12  | 1992, 1994, 1997, 2001, 2002, 2010, 2012, 2022, 2023                                                                                     | 1982, 1983, 1986, 1991, 1993, 1998, 2000, 2005, 2009, 2014, 2015, 2016 |
| OC Barcelos        | 5   | 3   | 1993, 1999, 2003, 2004, 2024 | 1992, 1996, 2001                                                       |
| Sporting CP        | 2   | 5   | 1982, 2015 | 1984, 1988, 1990, 1994, 2018                                           |
| AD Valongo         | 1   | 0   | 2014 | -                                                                      |
| UD Oliveirense     | 0   | 6   | – |                                                                        |
| SC Tomar           | 0   | 2   | – | 2017, 2023                                                             |
| AD Sanjoanense     | 0   | 1   | – | 1987                                                                   |
| CD Paço de Arcos   | 0   | 1   | – | 1989                                                                   |
| Juventude de Viana | 0   | 1   | – | 2006                                                                   |
| HA Cambra          | 0   | 1   | – | 2007                                                                   |
| HC Braga           | 0   | 1   | – | 2008                                                                   |

### Títulos por clube
- FC Porto - 23
- SL Benfica - 8
- OC Barcelos - 4
- Sporting CP - 2
- AD Valongo – 1